# Morda
Morda is een Belgische hardcoreband, afkomstig uit Brugge. Ze behoren tot de H8000-scene.

## Leden
- Zang: Gijs Wentein
- Gitaar: Klaas De Sutter
- Gitaar: Kristof De Block
- Bas: Stijn Desmet
- Drums: Greg Lamarche

Voormalige leden
- Vegan Pietn - zang
- Harley - gitaar
- Lord Flute - basgitaar
- Shrimp - basgitaar
- Judge Vegan - drums
- Metalmike - drums
- Gijs Wentein - zang
- Sören Daniels - zang

## Discografie

### Cd
- Eighty-Six (2003)
- Azerion (2005, Eye Spy Records)
- My Will Supreme! (2007, Eye Spy Records)

### Split
- Morda / Trust (2000)
- True Illusion / Morda (2001)

## Trivia
- Morda wist de Magdalenazaal in Brugge helemaal te doen uitverkopen na het verschijnen van de cd van My Will Supreme en Azerion.
- Azerion werd in de zomer van 2006 uitgegeven in Japan door Gods Child Music.
- Morda deed reeds twee tournees met Pro-Pain en stond ook samen met Sick of It All, Madball, Terror, Walls of Jericho en Comeback Kid
- De band toerde in september 2006 tien dagen door Japan.
- Stijn Desmet speelde vroeger ook bij Core of Anger en Fullforce Overdose (nu I The Exploder).
- Greg Lamarche speelde vroeger eveneens bij het Vilvoordse Fallen.
- Sören Daniels is tevens zanger-frontman van de Limburgse metalband Sons Of Irah
- Toen de cd My Will Supreme! uitkwam, liep de Magdalenazaal te Brugge nogmaals vol. 1200 mensen aanschouwden Morda met support van No Recess, The Setup en Born from Pain.

## Optredens
- Pukkelpop
- Party on